# Dystrykt Likoma
Likoma – jeden z 28 dystryktów Malawi, położony w Regionie Północnym. Jest najmniejszym dystryktem Malawi (zajmuje powierzchnię 18 km²). Położony jest na dwóch wyspach: Likoma i Chizumulu. Stolicą dystryktu jest miasto Likoma.